# Cissampelos fasciculata
Cissampelos fasciculata är en tvåhjärtbladig växtart som beskrevs av George Bentham. Cissampelos fasciculata ingår i släktet Cissampelos och familjen Menispermaceae. Inga underarter finns listade i Catalogue of Life.